# Kwon Na-ra
Kwon Ah-yoon (hangul: 권나라; MR: Kwŏn A-yun; nascida Kwon Na-ra em 13 de março de 1991), mais frequentemente creditada na carreira musical por seu nome artístico Nara (hangul: 나라), é uma cantora e atriz sul-coreana. É mais popularmente conhecida por ser integrante do grupo feminino Hello Venus.

## Carreira
Nara tornou-se uma estagiária da Fantagio Company enquanto ainda cursava o ensino médio. Em 9 de maio de 2012, Nara realizou sua estreia como integrante do grupo Hello Venus com o lançamento do extended play Venus, composto por quatro faixas, incluindo o single homônimo, que alcançou a posição 35 no gráfico Gaon.
Além de suas atividades em grupo, Nara apareceu como comissária de bordo no 20° episódio do drama coreano da SBS Take Care of Us, Captain, acompanhada de sua colega de grupo Yooyoung. Em 2017, Nara foi escalada para o elenco principal da comédia romântica da SBS, Suspicious Partner. No ano seguinte, Nara desempenhou o papel de Choi Yoo-ra do drama da TVN, My Mister.

## Filmografia

### Dramas
| Ano        | Título                      | Papel                             | Rede de TV |
| ---------- | --------------------------- | --------------------------------- | ---------- |
| 2012       | Take Care of Us, Captain    | Participação especial             | SBS        |
| 2013       | After School "Lucky or Not" | Participação especial             |            |
| 2015       | To be continued             | Ela mesma                         | MBC        |
| 2017       | Suspicious Partner          | Cha Yoo Jung                      | SBS        |
| 2020       | Itaewon Class               | Oh Soo-A                          | JTBC       |
| 2020- 2021 | Royal Secret Agent          | Hong Da-in/Honglang/Lee Young-sin | KBS2       |
| 2021- 2022 | Bulghasal: Immortal Souls   | Min Sang-woon / Kim Hwa-yeon      | tvN        |

### Programas de variedades
| Ano  | Título                                  | Notas                                      |
| ---- | --------------------------------------- | ------------------------------------------ |
| 2012 | Weekly Idol                             | com NU'EST                                 |
| 2012 | 1000 Song Challenge                     | com Yoo Ara                                |
| 2012 | MTV Wonder Boy                          | com Boyfriend                              |
| 2013 | MBC's 'Idol Star Athletics Championship | com Team G; After School, Infinite e Tasty |
| 2013 | Weekly Idol                             | com Hello Venus                            |
| 2013 | Idol Gayo Stage                         | com Hello Venus                            |
| 2013 | Beatles Code 2                          | com Yooyoung                               |
| 2013 | All the Kpop                            | com Yoo Ara                                |
| 2013 | MBC's 'Idol Star Athletics Championship | com Team D; BtoB, A Pink, B.A.P. e Secret  |
| 2013 | Glitter                                 | com Yooyoung                               |

### Reality shows
| Ano  | Título         | Notas           |
| ---- | -------------- | --------------- |
| 2012 | Birth Of Venus | com Hello Venus |
| 2013 | SBS MTV Diary  | com NU'EST      |

### Participações em videoclipes
| Ano  | Título                    | Artista(s)  |
| ---- | ------------------------- | ----------- |
| 2012 | "Sorry That I'm Sorry"    | Kim Jin-pyo |
| 2013 | "Story of someone I know" | San E       |